# Филмов жанр
Филмов жанр (на английски: Film genre) е група от филми, обединени от сходни черти в наратива, по който са изградени. Повечето теории следват критиката за литературните жанрове. Филмовете жанрове се категоризират по различен начин въпреки наличието на основно разграничение между игрален и документален филм.
На снимачната площадка се разгръща историята и действието. Темата се отнася до проблемите, които филмът засяга. Форматът се отнася до начина на заснемане на филма. Друг възможен начин за категоризиране на жанровете е според таргет аудиторията.
Филмовите жанрове много често се разделят на поджанрове, както е в случая на политическите трилъри. Възможно е и няколко жанра да бъдат обединени в един хибриден жанр като съчетаването на комедия и филм на ужасите в поредицата Злите мъртви.

## Класификация на жанровете
Въпреки множеството съществуващи класификации
Сайтът AllMovie изброява следните основни жанрове: екшън, порнографски филм, приключенски филм, експериментален филм (арт), семеен филм, комедия, комедийна драма, криминален филм, драма, епичен филм (епика), фентъзи, исторически филм, ужаси, мюзикъл, мистъри (мистерия), романс, научна фантастика, шпионски филм, трилър, военен филм и уестърн.
На база на тези класификации, може да се обобщят следните няколко жанрове:
- Анимация или анимационен филм
- Биографичен филм или биография
- Военен филм
- Документален филм
- Драма
- Eкшън
- Еротичен филм
- Исторически филм
- Комедия
- Мюзикъл
- Научна фантастика или фантастика
- Порнографски филм
- Приключенски филм
- Романс
- Трилър
- Уестърн
- Ужаси или хорър
- Фентъзи

## Жанрове и поджанрове по азбучен ред
- Драма
  - Комедия/драма
  - Мелодрама
  - Докудрама